# 韦尔东河畔圣洛朗
韦尔东河畔圣洛朗（法語：Saint-Laurent-du-Verdon，法語發音：[sɛ̃ loʁɑ̃ dy vɛʁdɔ̃]），或纯音译作圣洛朗迪韦尔东，是法国上普罗旺斯阿尔卑斯省的一个市镇，属于迪涅莱班区。

## 地理
韦尔东河畔圣洛朗（43°43'27"N, 6°4'5"E）面积8.89 平方千米，位于法国普罗旺斯-阿尔卑斯-蓝色海岸大区上普罗旺斯阿尔卑斯省，该省份为法国东南部内陆省份，北起上阿尔卑斯省，西接沃克吕兹省，西北接德龙省，南至瓦尔省，东临滨海阿尔卑斯省，东北部与意大利接壤。
与韦尔东河畔圣洛朗接壤的市镇（或旧市镇、城区）包括：韦尔东河畔埃斯帕龙、蒙塔尼亚克-蒙珀扎、坎松、韦尔东河畔阿蒂尼奥斯克、雷居斯。

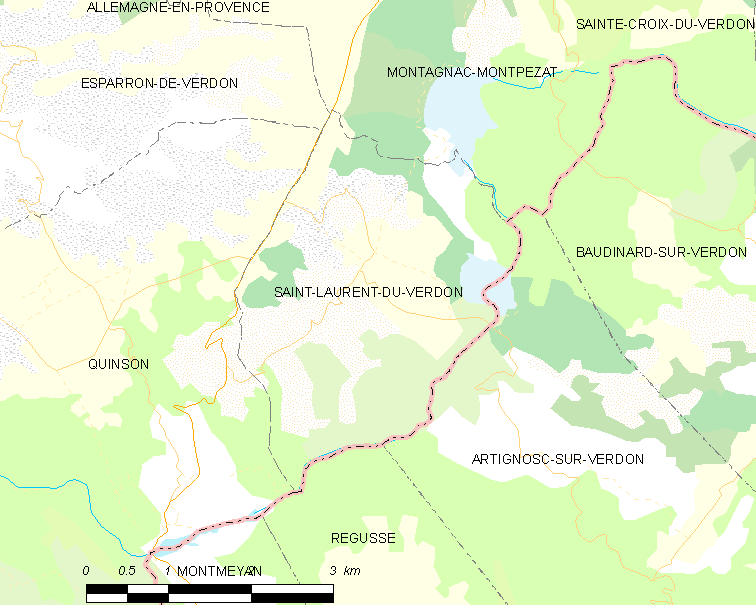
韦尔东河畔圣洛朗的OSM定位图

韦尔东河畔圣洛朗的时区为UTC+01:00、UTC+02:00（夏令时）。

## 行政
韦尔东河畔圣洛朗的邮政编码为04500，INSEE市镇编码为04186。

## 政治
韦尔东河畔圣洛朗所属的省级选区为瓦朗索勒县。

## 人口

1962-2008年间韦尔东河畔圣洛朗人口变化图示

韦尔东河畔圣洛朗于2022年1月1日时的人口数量为89人。